# Daniel Knight
Daniel Knight (...) è un attore e produttore cinematografico statunitense.

## Filmografia

### Cinema
- Nella valle di Elah (In the Valley of Elah), regia di Paul Haggis (2007)
- Urban Justice - Città violenta (Urban Justice), regia di Don E. Fauntleroy (2007) – non accreditato
- The Eye, regia di David Moreau e Xavier Palud (2008) – non accreditato
- Las Vegas New Mexico 1875, regia di Aaron Kreltszheim – cortometraggio (2008)
- Swing Vote - Un uomo da 300 milioni di voti (Swin Vote), regia di Joshua Michael Stern (2008) – non accreditato
- Gamer, regia di Mark Neveldine e Brian Taylor (2009) – non accreditato
- Che fine hanno fatto i Morgan? (Did You Hear About the Morgans?), regia di Marc Lawrence (2009)
- Love Ranch, regia di Taylor Hackford (2010) – non accreditato
- Gabby's Wish, regia di Hollie Olson (2012)
- Cement Suitcase, regia di Rick Castañeda (2013)
- Innamorarsi a Middleton (At Middleton), regia di Adam Rodgers (2013)
- Root Bound, regia di Rebecca Cook  – cortometraggio (2013)
- Savaged, regia di Michael S. Ojeda (2013)
- Unthinkable: An Airline Captain's Story, regia di Eric Stacey (2014)
- Peace Among Black Hills, regia di Sarah Hines – cortometraggio (2016)
- The Ones, regia di Willow Hale – cortometraggio (2017)

### Televisione
- Wildfire – serie TV, episodio 4x13 (2008)
- In Plain Sight - Protezione testimoni (In Plain Sight) – serie TV, episodio 1x02 (2008)
- Grimm – serie TV, episodio 1x14 (2012)
- Killer Women – serie TV, episodio 1x02 (2013)
- Better Call Saul – serie TV, episodio 1x06 (2015)
- Interrogation – serie TV, episodio 1x01 (2020)
- Briarpatch – serie TV, episodio 1x04 (2020)